# Nilesat
Nilesat è una azienda egiziana che si occupa di televisione satellitare. È stata fondata nel 1996 con lo scopo di gestire i satelliti egiziani e le loro stazioni di controllo associate a terra egli impianti di uplink. L'azienda è di proprietà della Egyptian Radio & Television Union per un 40%, dalla Arab Organization for Industrialization per un 10%, dalla Egyptian Company for Investment Projects per un 9% ed il resto è di proprietà del pubblico, di istituti finanziari egiziani ed altri investitori. L'azienda dispone di due stazioni di terra, una principale nella Città del 6 ottobre ed un'altra ad Alessandria d'Egitto. Le due stazioni di terra sono state costruite da EADS Astrium. Al gennaio 2008, Nilesat include 415 reti televisive, 300 delle quali sono Free to air.